# Bernard Blaut

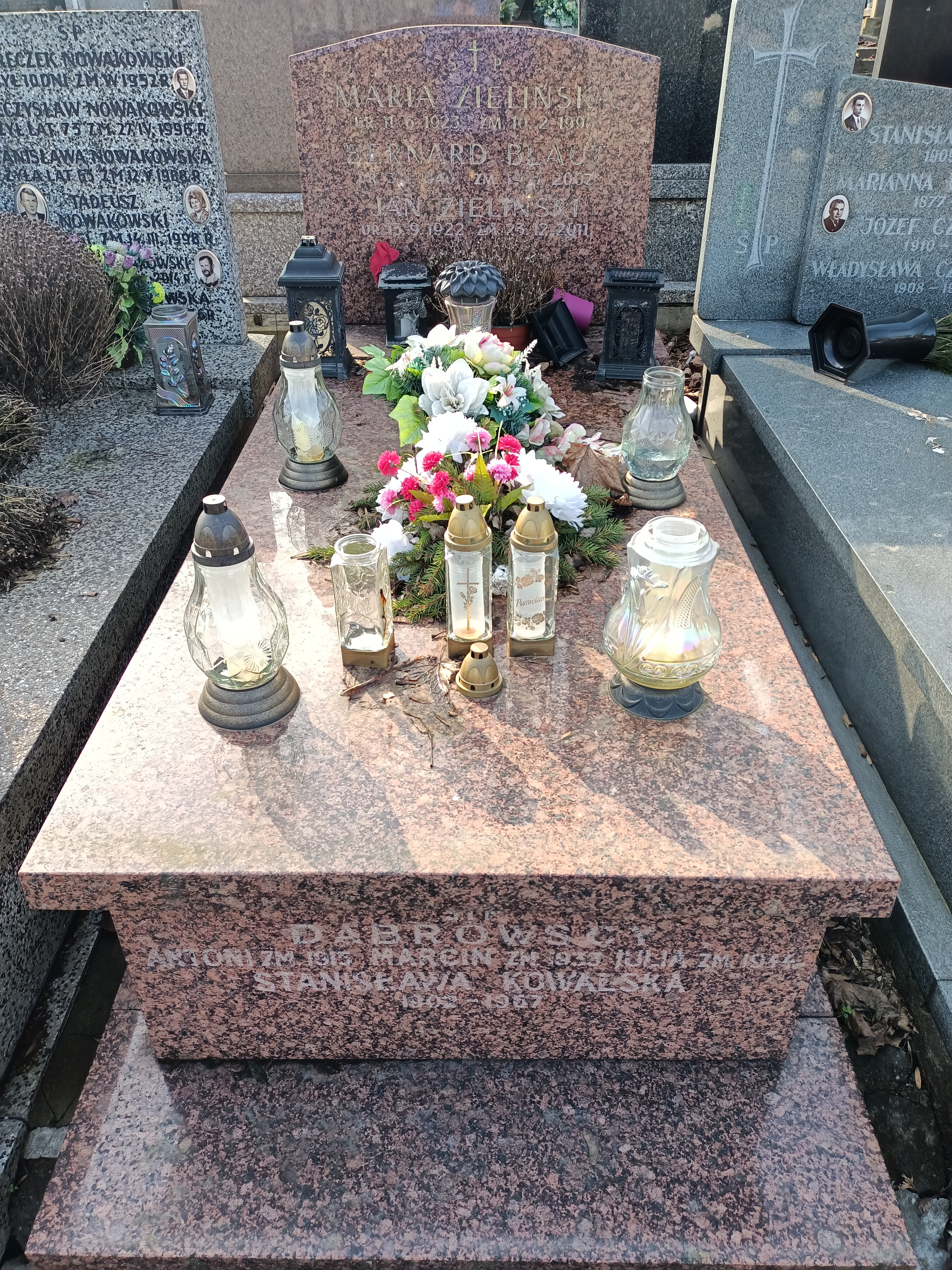
Grób Bernarda Blauta na Cmentarzu Wolskim

Bernard Adolf Blaut, ps.  „Długopis”, „Dziadek” (ur. 3 stycznia 1940 w Otmęcie, zm. 19 maja 2007 w Warszawie) – polski piłkarz, występujący na pozycji pomocnika, reprezentant Polski. 

## Kariera
Był zawodnikiem Budowlanych Gogolin, Odry Opole (1958–1961), Legii Warszawa (1962–1972) i FC Metz (FRA) (1973–1974). W Legii rozegrał 12 sezonów (236 meczów, 30 bramek), dwukrotny Mistrz Polski (1969, 1970), dwukrotny zdobywca Pucharu Polski (1964, 1966).
Reprezentant Polski w 36 meczach (w latach 1960–1971), zdobywca trzech bramek – pierwszą zdobył w Szczecinie 4 września 1963 w meczu towarzyskim przeciwko Norwegii, kapitan drużyny zarówno w klubie, jak i reprezentacji. Piłkarz nazywany był często „polskim Nettą”.
Kariera trenerska to praca z młodzieżą Legii Warszawa, Hutniku Warszawa, Jagiellonii. Działacz PZPN. Od połowy 1983 roku do finałów Mistrzostw Świata w Meksyku 1986 asystent trenera reprezentacji Polski Antoniego Piechniczka (w 1985 prowadził Polskę w meczu z Czechosłowacją). Pracował jako trener za granicą – w Tunezji, Zjednoczonych Emiratach Arabskich, od 1990 przez 3 miesiące był trenerem ZEA.
Został pochowany na cmentarzu Wolskim w Warszawie.
Starszy brat Zygfryda, także piłkarza, reprezentanta Polski i trenera.